# Ватолино (Курганская область)
Ватолино — посёлок в Каргапольском районе Курганской области. Входит в состав Майского сельсовета.

## История
Посёлок возник в 1934 году в связи со строительством железнодорожного разъезда на линии Колчедан — Курган Южно-Уральской железной дороги.

## Население
| 1989 | 2002 | 2010 |
| ---- | ---- | ---- |
| 78   | ↗83  | ↘18  |